# 폴 와이츠
폴 존 와이츠(Paul John Weitz, 1965년 11월 19일 ~ )는 미국의 영화 제작자이다.